# Cas Capitá
Cas Capitá (en catalán y oficialmente Cas Capità) es una localidad y pedanía española del municipio de Marrachí, en Mallorca, comunidad autónoma de las Islas Baleares

## Ubicación
El núcleo de población de Cas Capitá se halla entre las localidades de Puente de Inca, Pla de Natesa y las distintas urbanizaciones de nueva construcción como son Puente de Inca Nuevo y Puente de Inca Parque.
La calle principal del núcleo urbano la avenida Gabriel Alomar que atraviesa lateralmente Cas Capitá, y es el límite norte del aeródromo de Son Bonet y a su vez límite sur del pequeño núcleo urbano. Esta avenida es la que acabará convirtiéndose en Calle de Son Bonet y bordeará el Aeródromo hasta alcanzar la locaclidad de Pla de Natesa.

## Lugares de interés
- Aeródromo de Son Bonet